# Чисті приміщення

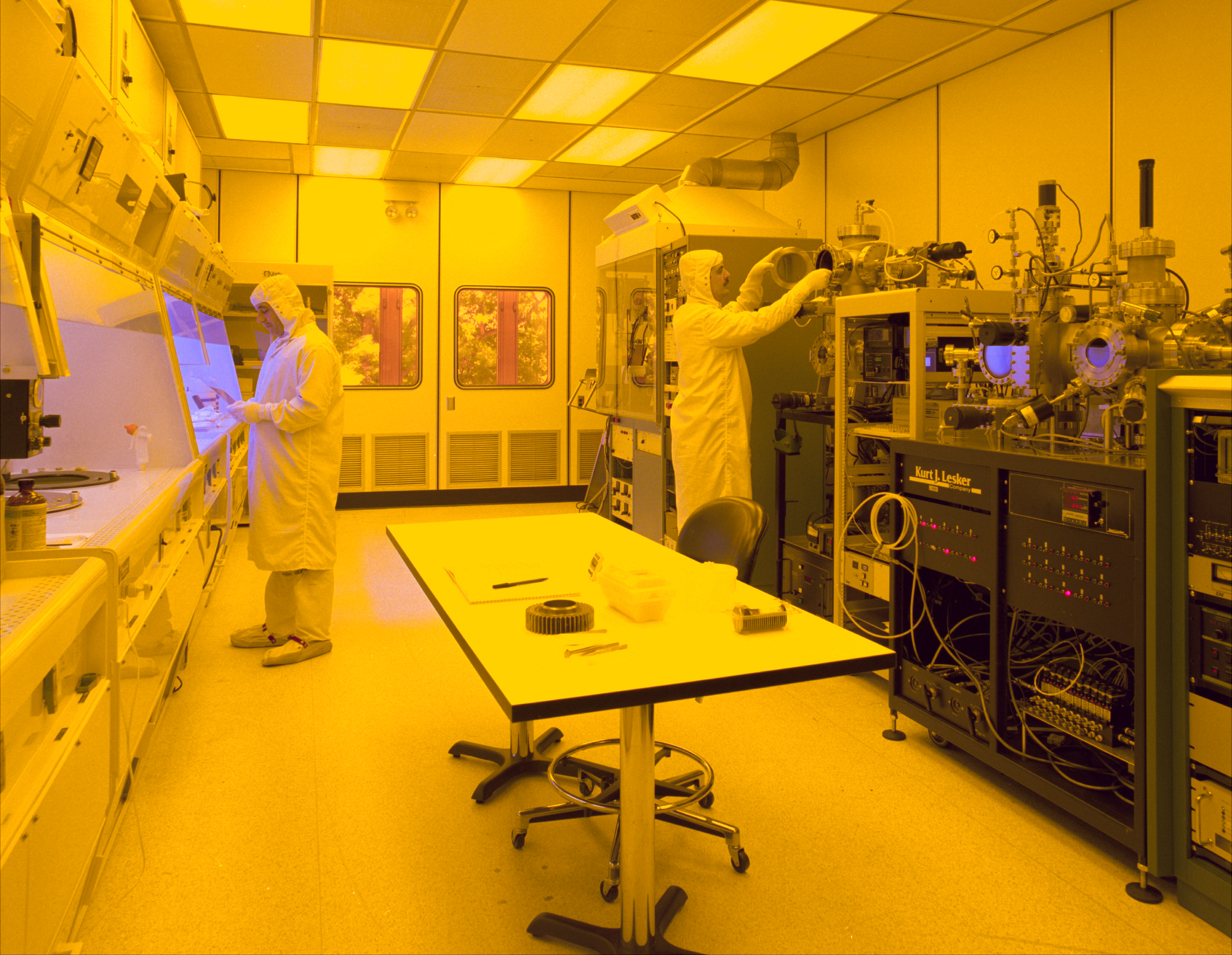
Невелике чисте приміщення для виробництва мікроелектроніки

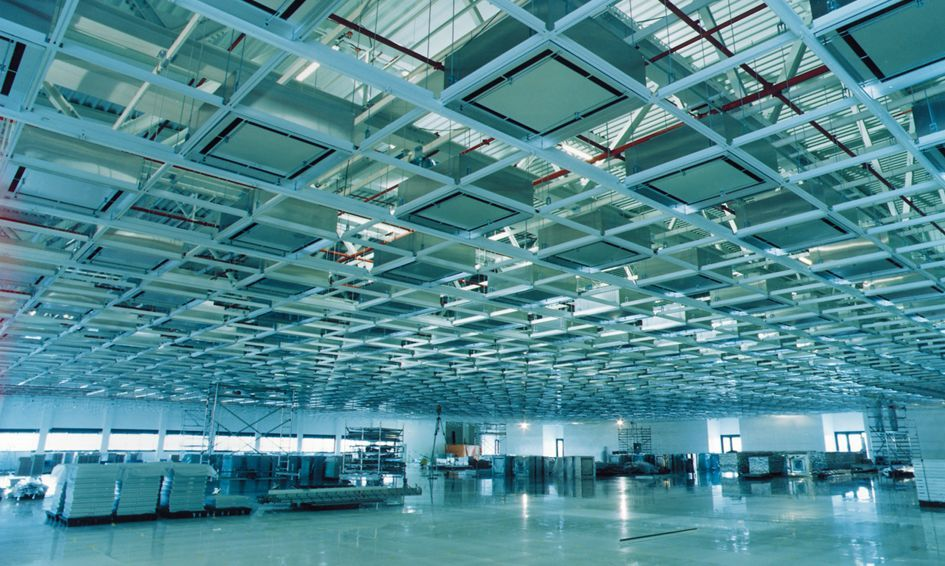
Виробниче чисте приміщення для потреб мікроелектроніки

Чисті приміщення (кімнати) (англ. Cleanroom) - приміщення, де підтримуються у заданому діапазоні параметри мікроклімату по декількох показниках - кількості і розміру  на 1 м³ частинок пороху, аерозолів, мікроорганізмів та тиску, вологості, температурі. В залежності від забруднення 1м³ об'єму приміщення діляться на класи чистоти в залежності від кількості частинок забруднення розміром (0,1; 0,3; 0,5 мкм)в одиниці об'єму повітря. Контролюються забруднення тверді, аерозольні, бактеріологічні розміром 0,005 до 100 мкм.   
Чисті приміщення використовуються у мікроелектрониці, приладобудуванні, медицині і медичній промисловості, фармакології, лабораторіях, виробленні оптики, харчовій промисловості, біотехнологіях, авіаційній та космічній промисловості, а принципи фільтрування, подачі, повітря застосовуються у мікрокліматі сучасних житлових, офісних приміщень. Вони можуть застосовуватись як для невеликих кімнат, так і для промислових цехів.

## Історія

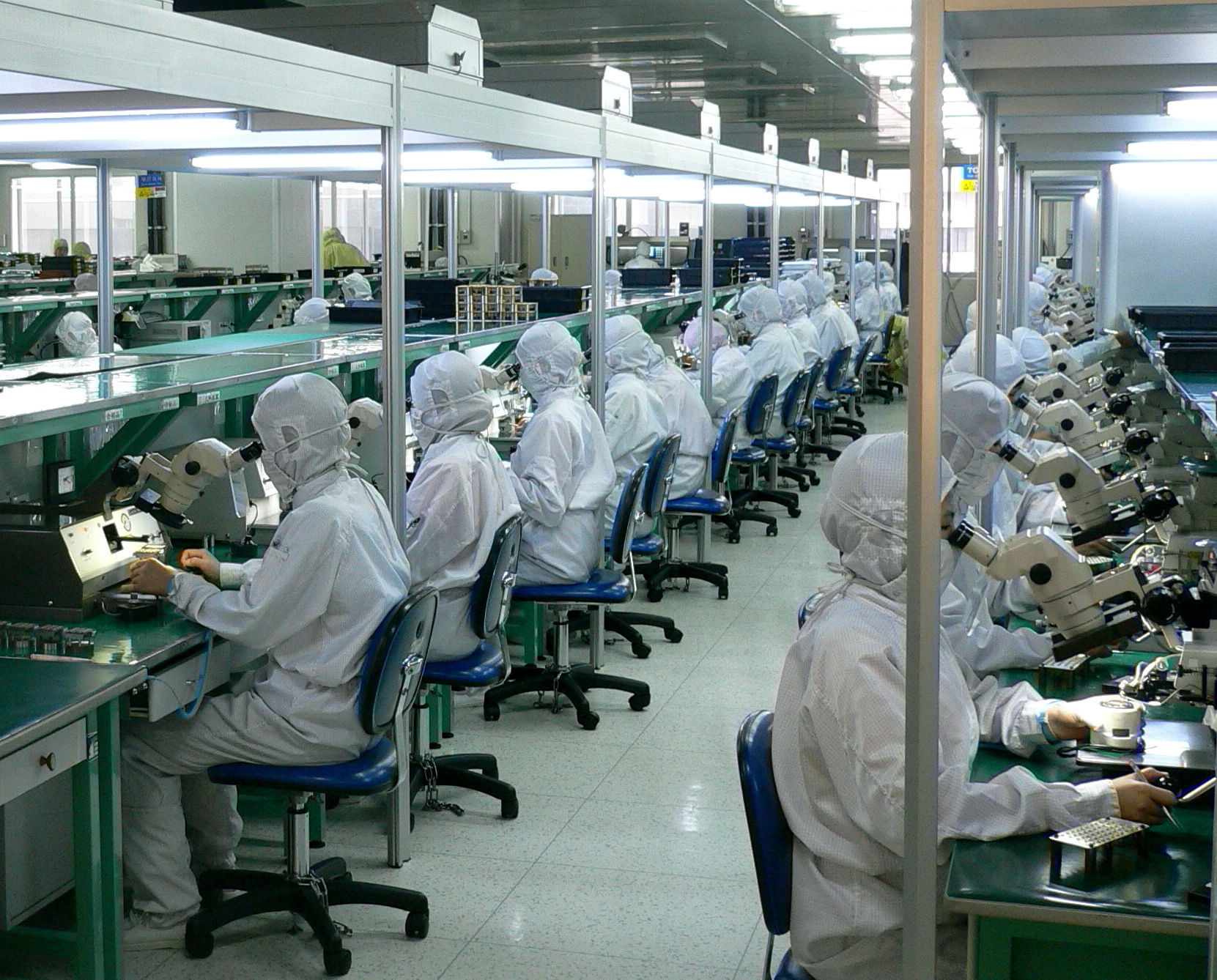
Виробнича лінія у чистому приміщенні

у 1860-х роках розпочались спроби усунення загрози бактеріальної інфекції в операційних за допомогою дезинфекції приміщень, інструментів та систем вентиляції з фільтрацією повітря у системах подачі. У 1940-х роках почали застосовувати системи примусової вентиляції приміщень із застосуванням терміну кратності повітряного обміну в годину та застосуванням надлишкового тиску, який запобігав появі небажаних забруднень. У 1960 в Англії випробували напрямлений ламінарний потік повітря з усієї площини стелі. 
Уилліс Уитфілд розробив 1961 теорію ламінарних потоків повітря, що подавались через фільтри і проходили направлено через приміщення без надміру турбулентних вихорів та виводились через перфоровану фальшпідлогу. При цьому потік повітря видаляє з робочих зон приміщення частки забруднення.
Одночасно з 1940-х років розпочались спроби застосування "чистих приміщень" у промисловому виробництві. Фірма  Western Electric Comp. застосувала для виробництва авіаційних гіроскопів 1955 перше приміщення з мінімальними параметрами по накопиченню пороху завдяки матеріалам покриття стін, підлоги, стелі, розміщенню освітлення. Підтримувався надлишковий тиск в примішенні, а фільтри у приточній вентиляції могли затримувати до 99,95% частинок розміром 0,3 мкм.

## Конструкція

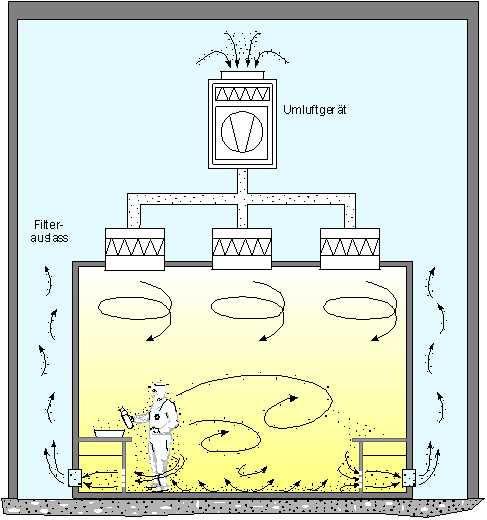
Схема чистого приміщення з турбулентним потоком повітря

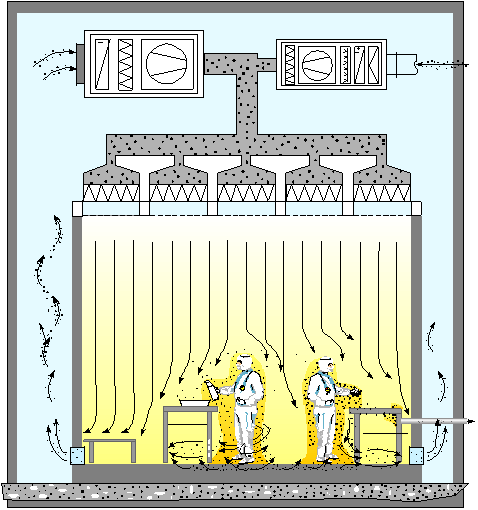
Схема чистого приміщення з ламінарним потоком повітря

Чисте приміщення повинне мати просту форму задля протидії накопиченню забруднень у "мертвих зонах" з герметичними стіновими конструкціями з антистатичним покриттям. Найчастіше повітря подається через фільтри  у фальшстелі і виводиться через фальшпідлогу. Робітники у спеціальному одязі потрапляють у приміщення через спеціальні тамбури-шлюзи. Для приміщень нижчого класу чистоти меншу увагу приділяють параметрам вологості, температури, освітлення, конструкції устаткування, наявності вхідного тамбуру. Обмін повітря та надлишковий тиск забезпечує система підготовки повітря, що складається з систем вентиляторів, яка забирають повітря з приміщення та зовні (20%-30%), проганяють його через систему розподілу з фільтрами перед подачею назад. Параметри воздухообміну, чистоти приміщень контролює система управління. Всередині приміщень можуть застосовувати окремі модулі з автономними системами очистки повітря більш високого класу. Параметри чистих приміщень, їхнього будівництва, експлуатації визначаються системою Державних стандартів.

## Мікроелектроніка

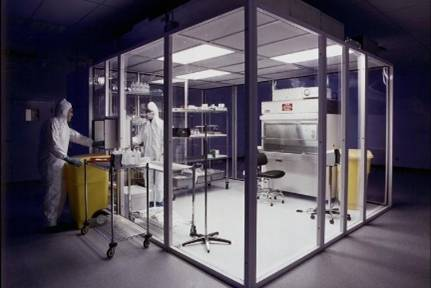
Модуль високого класу чистоти у чистому приміщенні

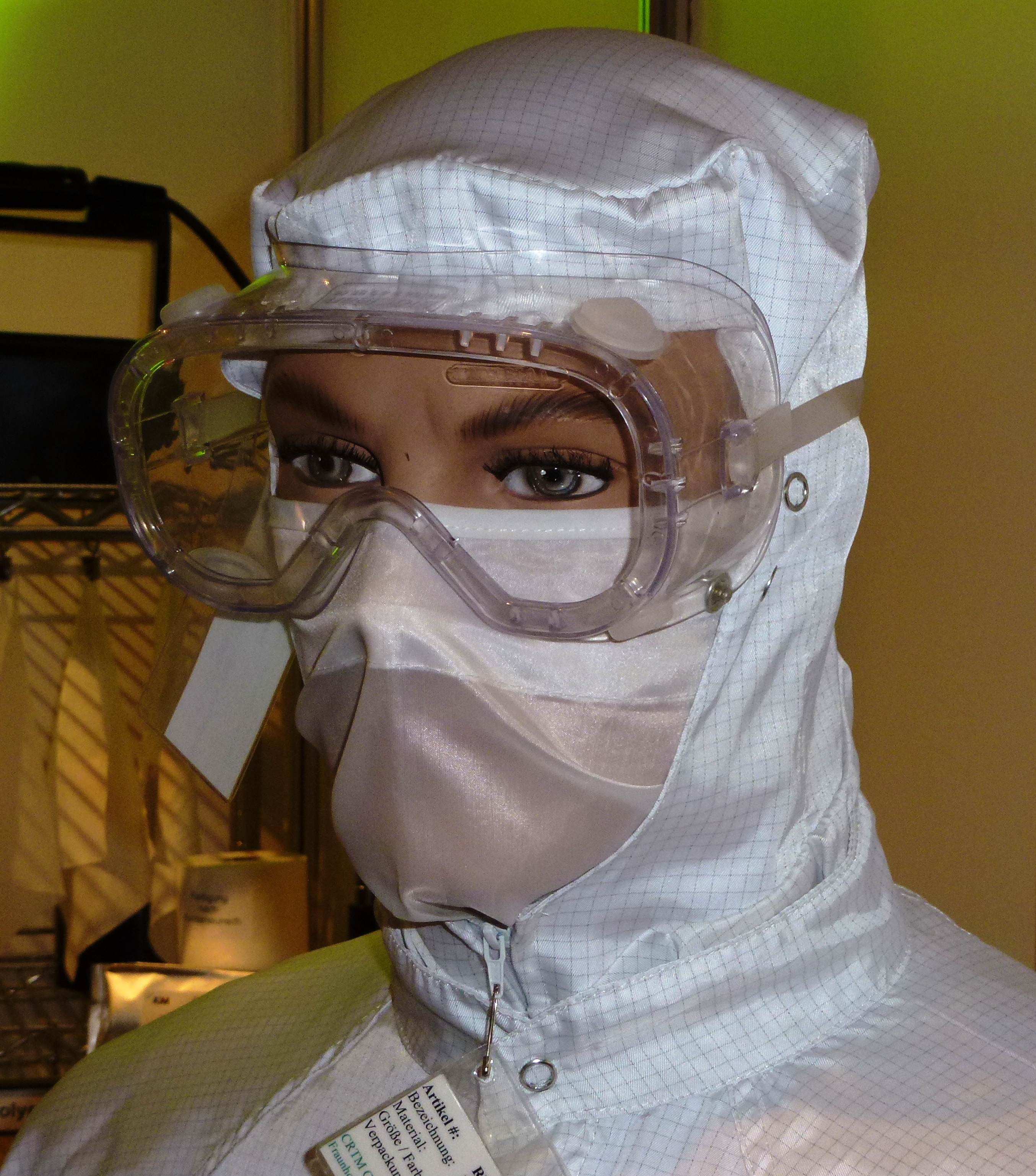
спецодяг для роботи у приміщенні високого класу чистоти

При виробництві сучасник підкладок, інтегральних мікросхем, мікропроцесорів, елементів електронних і мехатронних приладів, космічної техніки застосовують найбільш жорсткі вимоги до чистоти приміщень з мінімальною присутністю людей та широким застосуванням робототехніки заради зменшення забруднення повітря перш за все аерозольними частками. На промислових об'єктах у великих чистих приміщеннях можуть встановлювати локальні модулі з більш високим класом чистоти задля гарантованого забезпечення вимог виробничого процесу.

## Фармакологія
При виробництві лікарських засобів застосовують приміщення різних класів чистоти для недопущення забруднення продукції мікроорганізмами, аерозолями, хімічними речовинами. Для боротьби з бактеріологічним забрудненням використовується спеціальне освітлення приміщень приладами УФ випромінювання, бактерицидними лампами. Параметри таких приміщень регулюються правилами ЄС EC (Guide to Good Manufacturing Practice for Medicinal Products) по контролю виробництва і застосування лікарських засобів. В них викладені вимоги до приміщень, устаткування, персоналу і його підготовки, дотримання технологічних процесів, контролю якості продукції, звітності.

## Медицина
В медицині чисті приміщення використовуються у  операційних, реанімаційних, пологових, опікових, інфекційних відділеннях в першу чергу для боротьби з поширенням інфекцій з контролем параметрів температури, вологості повітря, швидкості повітряного потоку. Антисептичні палати з ламінарним потоком повітря створюють середовище з низьким рівнем мікробного забруднення.

## Офісні приміщення
У сучасних офісних та житлових будівлях застосовують принцип припливної вентиляції з створенням зон надлишкового тиску з контролем температури, вологості і незначними вимогами до забруднення повітря. Елементи "чистих приміщень" - фільтрація повітря, його підвіконна підлогова система подачі, контроль температури, вологості повітря, використовується у індивідуальних житлових приміщеннях.